# 34852 Shteyman
34852 Shteyman è un asteroide della fascia principale. Scoperto nel 2001, presenta un'orbita caratterizzata da un semiasse maggiore pari a 2,2919802 au e da un'eccentricità di 0,1458759, inclinata di 3,40728° rispetto all'eclittica.